# Arthur Bensabat Benarus
Arthur Bensabat Benarus (* 1861 in Angra do Heroísmo; † 1926 in Lissabon) war ein portugiesisch-jüdischer Kaufmann und Fotograf. Er erlangte als autodidaktischer Pionier der Schwarzweiß-Stereoskopie internationale Bedeutung.

## Leben und Wirken
Arthur Bensabat Benarus zog 1865 mit seiner Familie von der Azoren-Insel Terceira nach Lissabon um. Dort arbeitete er in der Rua do Poço do Borratém 4 und vertrat unter anderem die Feldbahnen der französischen Firma Decauville (Petit-Bourg) mehr als 15 Jahre lang in Portugal und in den portugiesischen Kolonien. Er handelte mit Schaumweinen der Caves da Rapozeira (Lamego) sowie Steinkohle-Teer-Farbstoffen, Zwischenprodukten, Arzneimitteln der Firma L. B. Holliday & Co (Huddersfield). Er vertrat außerdem den Mineralwasserhersteller Águas Bem Saúde, die Butterfabrik Nandufe (Tondela) sowie um 1897 den Konserven- und Lebensmittelhersteller Luso Brazileira (Porto).
Auf seinen Dienstreisen in die Kolonien und andere ferne Länder verwendete er eine von Jules Richard ab 1893 vermarktete Vérascope-Stereoskopie-Kamera. Seine Fotografien wurden auf der Internationalen Fotoausstellung in Porto, die 1886 im Kristallpalast stattfand, veröffentlicht. Im selben Jahr berichtete die Zeitung A Vida Moderna, dass er in einem Wettbewerb eine ehrenvolle Erwähnung erhalten hatte. Er gehörte der Akademie der fotografischen Amateure an.

## Familie
Er war der Sohn von Abraham Bensabat Benarus und Emma Gasper Bensabat, und der Bruder von Adolfo Benarus.